# 圣埃尔布隆 (马耶讷省)
圣埃尔布隆（法語：Saint-Erblon，法語發音：[sɛ̃.t‿ɛʁblɔ̃]）是法国马耶讷省的一个市镇，位于该省西南部，属于贡捷堡区。

## 地理
圣埃尔布隆（47°47'14"N, 1°10'4"W）面积5.68 平方千米，位于法国卢瓦尔河地区大区马耶讷省，该省份为法国西北部内陆省份，北起芒什省和奧恩省，西接伊勒-维莱讷省，南至曼恩-卢瓦尔省，东临萨尔特省。
与圣埃尔布隆接壤的市镇（或旧市镇、城区）包括：孔格里耶、瑟诺讷、翁布雷当茹。

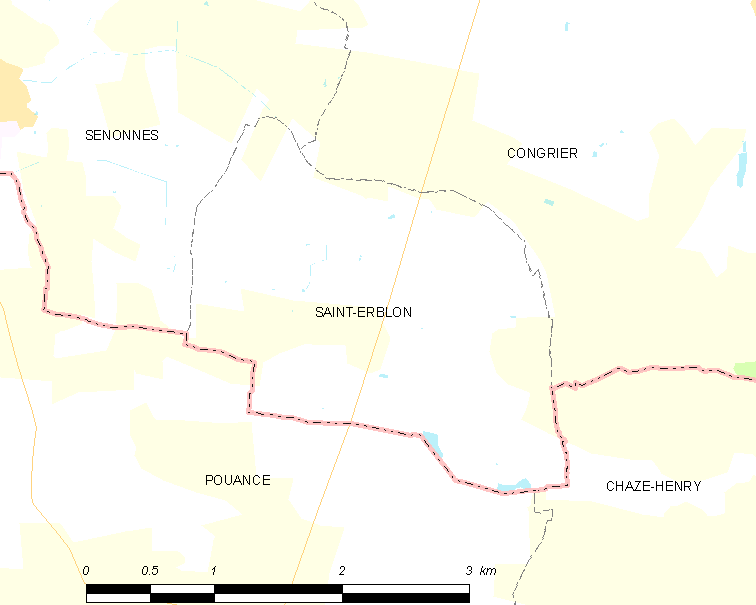
的OSM定位图

圣埃尔布隆的时区为UTC+01:00、UTC+02:00（夏令时）。

## 行政
圣埃尔布隆的邮政编码为53390，INSEE市镇编码为53214。

## 政治
圣埃尔布隆所属的省级选区为科塞勒维维安县。

## 人口

1962-2008年间人口变化图示

圣埃尔布隆于2022年1月1日时的人口数量为154人。